# Gerardine van de Sande Bakhuyzen
Gerardine Jacoba van de Sande Bakhuyzen (Den Haag, 27 juli 1826 – aldaar, 19 september 1895) was een Nederlandse schilderes. 

## Leven en werk
Van de Sande Bakhuyzen was lid van de familie Backhuijsen en de oudste dochter van Hendrikus van de Sande Bakhuyzen (1795-1860) en Sophie Wilhelmina Kiehl (1804-1881). Ze leerde, net als haar jongere broer Julius (1835-1925) de beginselen van het schilderen van haar vader, die een bekend landschapsschilder was. Ze bleef ongehuwd en woonde haar hele leven in het ouderlijk huis aan de Nieuwe Haven. 
In 1850 schreef de Groningse kunstacademie Minerva een prijsvraag uit voor kunstwerken met twee onderwerpen: zicht op een woelige zee met schip en een bloemstuk, met daarin in elk geval een dahlia, witte roos en een camelia. Besloten werd geen prijs toe te kennen voor de schilderijen die de zee als onderwerp hadden. Gerardine, die op aanraden van haar vader meedeed, was de enige inzender in de tweede categorie en werd als winnaar verkozen. Haar bloemstuk kreeg algemene goedkeuring "als zijnde met zorg en vlijt bewerkt, bevallig en fraai van ordonnantie". Ze bleef vooral bloemen en vruchten schilderen. Ze trok in de zomer geregeld met Julius naar Drenthe, en schilderde daar ook landschappen. Ze signeerde haar werk met G.J. v.d. S. Bakhuyzen.
In 1861 werd ze benoemd tot erelid van de Koninklijke Academie van Beeldende Kunsten in Amsterdam. In 1874 maakte ze met Margaretha Roosenboom, Sientje Mesdag-van Houten en Kate Bisschop-Swift het schilderij Haagse weeskinderen, dat werd aangeboden aan koningin Sophie, ter gelegenheid van het zilveren regeringsjubileum van koning Willem III. In 1876 was ze medeoprichter van de Hollandsche Teekenmaatschappij en drie jaar later werd ze lid van Arti et Amicitiae. Van de Sande Bakhuyzen exposeerde geregeld; met Arti, op de tentoonstellingen van Levende Meesters en in het buitenland. Haar werk werd bekroond met een zilveren medaille, twee gouden erepenningen en een onderscheiding. Ze gaf in 1880 les aan prinses Maria, weduwe van prins Hendrik, op het Paleis Lange Voorhout.
Van de Sande Bakhuyzen overleed op 69-jarige leeftijd in Den Haag. Bij haar begrafenis werd gesproken door Jozef Israëls en Hendrik Willem Mesdag.

## Trivia
De Van de Sande Bakhuijzenstraat in Amsterdam is naar (onder andere) Van de Sande Bakhuyzen vernoemd.

## Werken

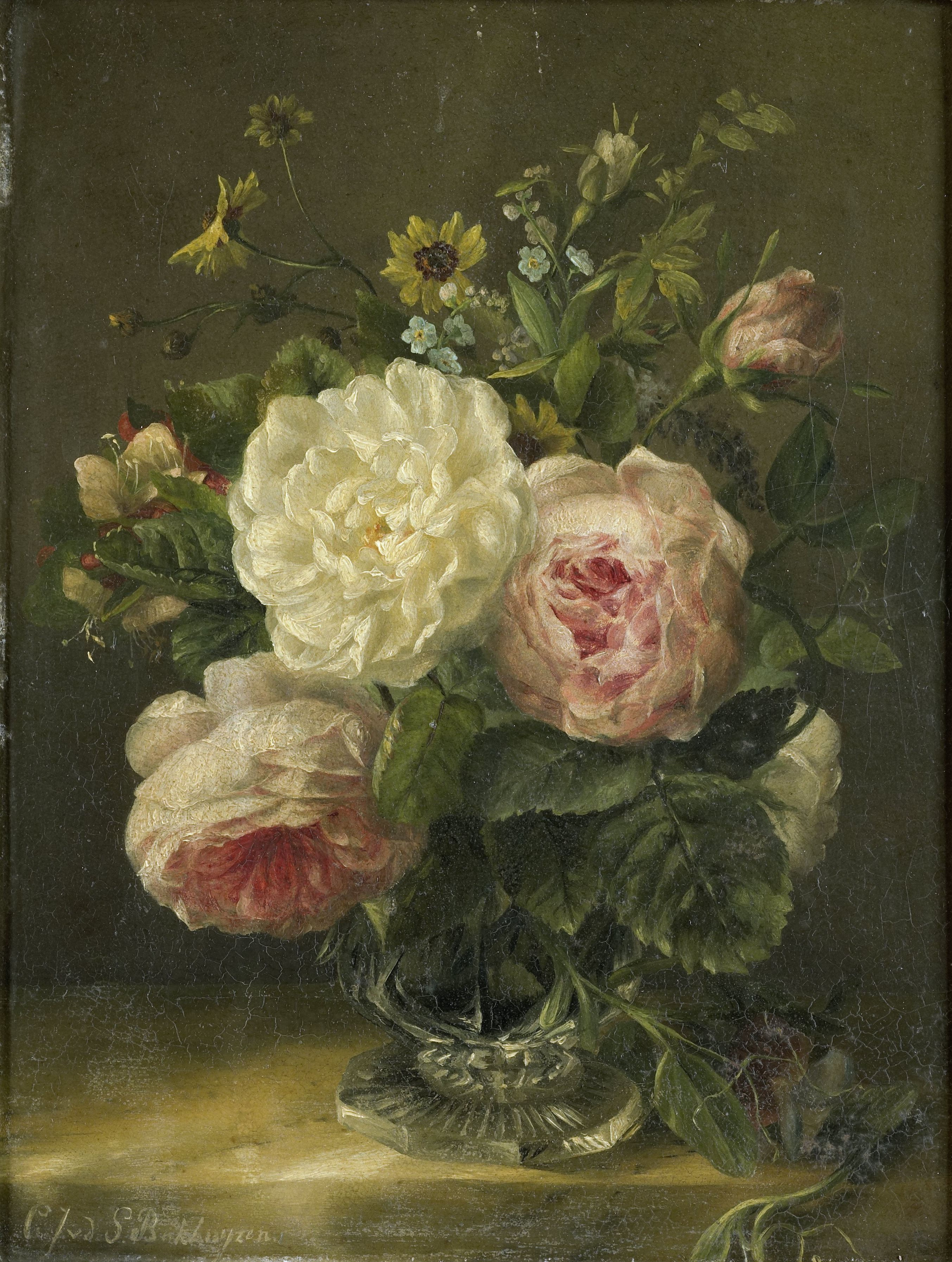
Stilleven met bloemen in een kristallen vaas
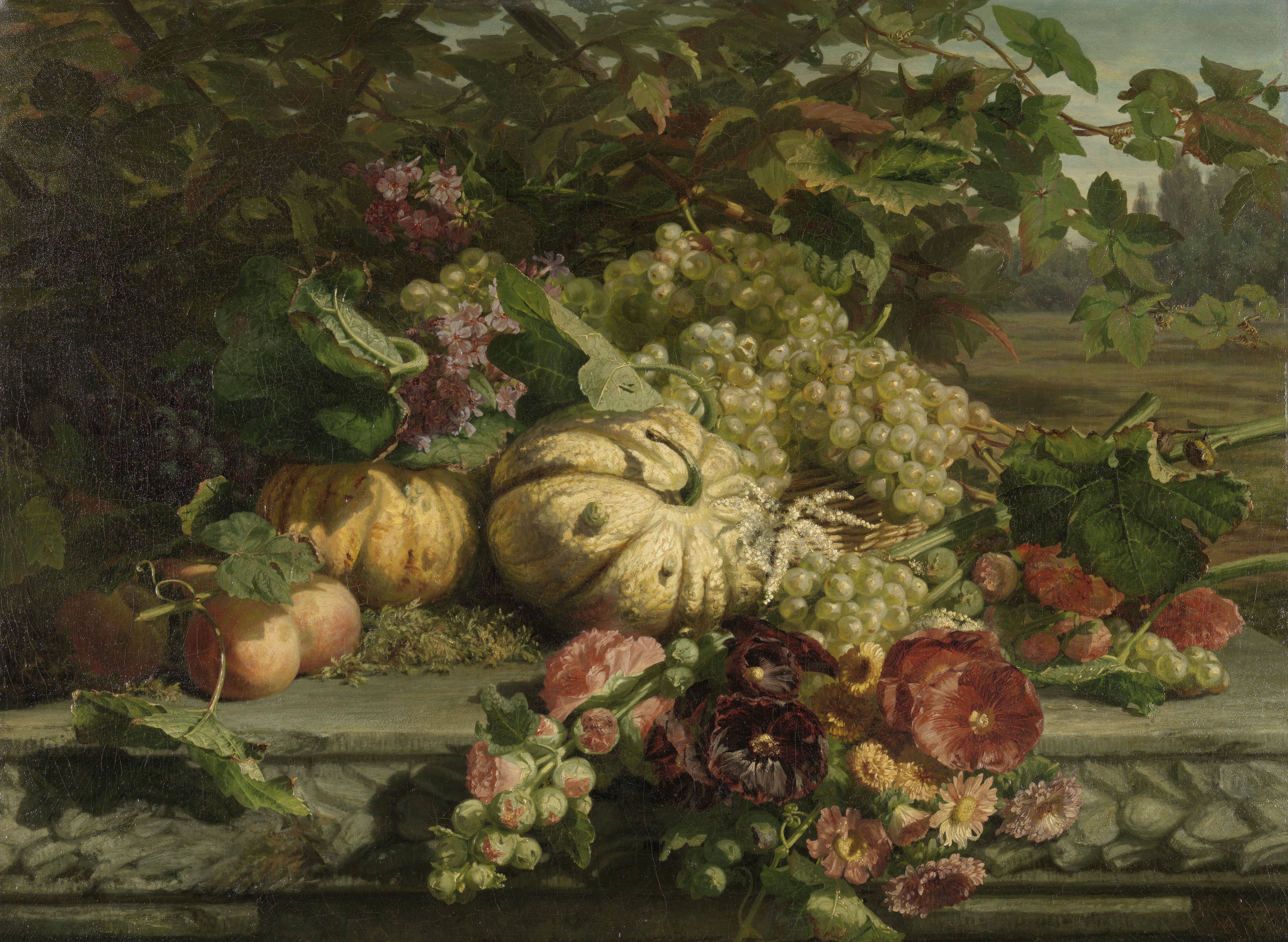
Stilleven met bloemen en vruchten (1869)
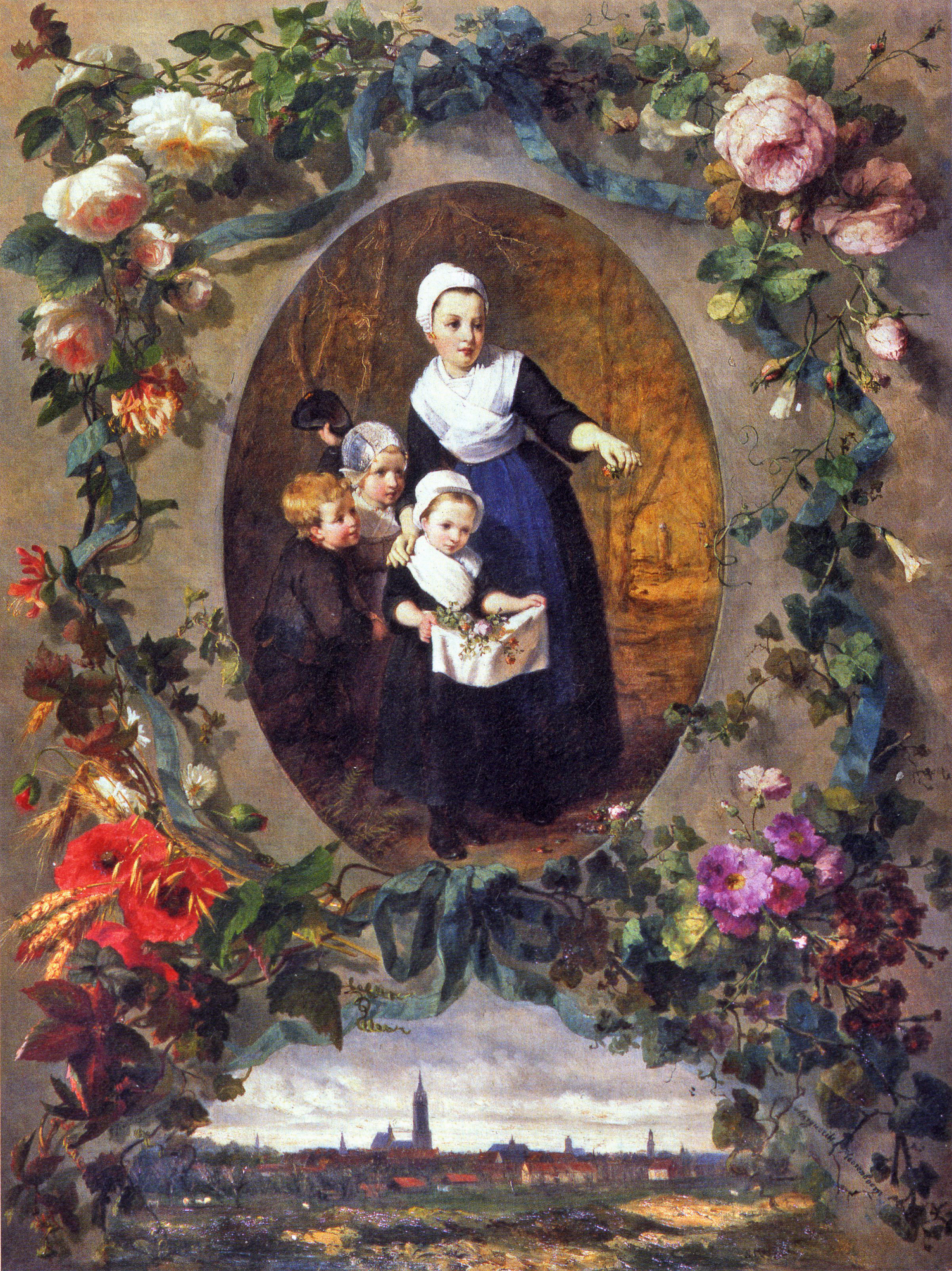
Haagse Weeskinderen (1874)